# 基姆薩查塔山 (奧魯羅省)
18°53′0″S 68°51′52″W / 18.88333°S 68.86444°W
基姆薩查塔山（Kimsa Chata），是玻利維亞的山峰，位於該國西部奧魯羅省，屬於安第斯山脈的一部分，處於泰皮科柳山東北面、拉拉姆普卡拉山西北面，海拔高度約5,200米。